# Miroslav Ristić
Miroslav Ristić (srbsko Мирослав Ристић), kosovsko-srbski general, * 24. september 1920, † avgust 1979.

## Življenjepis
Ristić, študent gradbeniške tehnike, se je leta 1941 pridružil NOVJ in KPJ. Med vojno je bil politični komisar več enot.
Po vojni je bil politični komisar brigade in divizije, načelnik štaba in poveljnik vojaškega področja, načelnik uprave v SSNO,...